# Piuria
La piuria es un signo urinario, caracterizado por la presencia de pus en la orina y que refleja una infección en algún órgano o punto del sistema nefro-urinario.

## Etiología
La causa más frecuente de piuria suele ser una infección en algún órgano o punto del sistema nefro-urinario.